# فهرست کشورها بر پایه آمار کل سیستم حمل و نقل سریع
این جدول فهرست کشورها بر پایه سیستم حمل و نقل سریع است. کشورها بر اساس طول کل سیستم حمل و نقل سریع، تعداد ایستگاه‌ها و سال افتتاح مرتب شده‌اند.
| رتبه | کشور                       | طول کل سیستم سریع حمل و نقل (کیلومتر) | تعداد کل سیستم ایستگاه های سریع حمل و نقل | تاریخ افتتاح اولین سیستم حمل و نقل سریع |
| ---- | -------------------------- | ------------------------------------- | ----------------------------------------- | --------------------------------------- |
| ۱    | چین                        | ۱۴۲۵٫۴                                | ۸۲۲                                       | ۱۹۶۹                                    |
| ۲    | ایالات متحده آمریکا        | ۱۲۲۴٫۹                                | ۱۰۲۵                                      | ۱۸۷۰                                    |
| ۳    | ژاپن                       | ۷۹۲٫۶                                 | ۷۰۶                                       | ۱۹۳۳                                    |
| ۴    | آلمان                      | ۷۷۲٫۸                                 | ۶۵۴                                       | ۱۹۰۲                                    |
| ۵    | اسپانیا                    | ۶۲۶٫۷                                 | ۶۲۴                                       | ۱۹۱۹                                    |
| ۶    | بریتانیا                   | ۵۲۷٫۱                                 | ۳۸۳                                       | ۱۸۶۳                                    |
| ۷    | کره جنوبی                  | ۴۹۵٫۵                                 | ۴۷۴                                       | ۱۹۷۴                                    |
| ۸    | روسیه                      | ۴۷۲٫۸                                 | ۲۹۲                                       | ۱۹۳۵                                    |
| ۹    | فرانسه                     | ۳۵۴٫۰                                 | ۴۷۳                                       | ۱۹۰۰                                    |
| ۱۰   | برزیل                      | ۲۷۸٫۵                                 | ۱۹۹                                       | ۱۹۷۴                                    |
| ۱۱   | مکزیک                      | ۲۵۹٫۰                                 | ۲۲۴                                       | ۱۹۶۹                                    |
| ۱۲   | هند                        | ۲۳۹٫۳                                 | ۱۸۸                                       | ۱۹۸۴                                    |
| ۱۳   | کانادا                     | ۱۸۳٫۸                                 | ۱۸۴                                       | ۱۹۵۴                                    |
| ۱۴   | دانمارک                    | ۱۷۶٫۰                                 | ۱۰۷                                       | ۱۹۳۴                                    |
| ۱۵   | هنگ کنگ منطقه‌ی ویژه‌ی اداری | ۱۶۸٫۱                                 | ۸۰                                        | ۱۹۷۹                                    |
| ۱۶   | ایتالیا                    | ۱۶۲٫۵                                 | ۱۹۰                                       | ۱۹۵۵                                    |
| ۱۷   | شیلی                       | ۱۴۷٫۵                                 | ۱۲۵                                       | ۱۹۷۵                                    |
| ۱۸   | تایوان (تایوان)            | ۱۴۴٫۶                                 | ۱۲۵                                       | ۱۹۹۶                                    |
| ۱۹   | اوکراین                    | ۱۲۰٫۸                                 | ۹۱                                        | ۱۹۶۰                                    |
| ۲۰   | ایران                      | ۲۱۷.۷                                 | ۱۴۱                                       | ۱۹۹۹                                    |
| ۲۱   | سنگاپور                    | ۱۱۸٫۹                                 | ۸۸                                        | ۱۹۸۷                                    |
| ۲۲   | کلمبیا                     | ۱۱۶٫۰                                 | ۱۴۸                                       | ۱۹۹۵                                    |
| ۲۳   | سوئد                       | ۱۰۵٫۷                                 | ۱۰۰                                       | ۱۹۵۰                                    |
| ۲۴   | ترکیه                      | ۹۹٫۵                                  | ۸۵                                        | ۱۹۹۶                                    |
| ۲۵   | پرتغال                     | ۹۹٫۰                                  | ۱۱۴                                       | ۱۹۵۹                                    |
| ۲۶   | هلند                       | ۸۸٫۰                                  | ۷۱                                        | ۱۹۶۸                                    |
| ۲۷   | نروژ                       | ۸۴٫۲                                  | ۱۰۴                                       | ۱۹۶۶                                    |
| ۲۸   | تایلند                     | ۷۸٫۳                                  | ۵۱                                        | ۱۹۹۹                                    |
| ۲۹   | یونان                      | ۷۲٫۲                                  | ۵۲                                        | ۱۹۰۴                                    |
| ۳۰   | رومانی                     | ۷۱٫۰                                  | ۵۲                                        | ۱۹۷۹                                    |
| ۳۱   | اتریش                      | ۶۹٫۵                                  | ۸۴                                        | ۱۹۷۶                                    |
| ۳۲   | ونزوئلا                    | ۶۸٫۸                                  | ۵۶                                        | ۱۹۸۳                                    |
| ۳۳   | مصر                        | ۶۵٫۵                                  | ۵۳                                        | ۱۹۸۷                                    |
| ۳۴   | جمهوری چک                  | ۵۹٫۳                                  | ۵۴                                        | ۱۹۷۴                                    |
| ۳۵   | مالزی                      | ۵۶٫۰                                  | ۴۹                                        | ۱۹۹۶                                    |
| ۳۶   | آرژانتین                   | ۵۲٫۳                                  | ۷۴                                        | ۱۹۱۳                                    |
| ۳۷   | فیلیپین                    | ۵۱٫۵                                  | ۴۲                                        | ۱۹۸۴                                    |
| ۳۸   | بلژیک                      | ۵۰٫۸                                  | ۶۸                                        | ۱۹۶۹                                    |
| ۳۹   | ازبکستان                   | ۳۹٫۱                                  | ۲۹                                        | ۱۹۷۷                                    |
| ۴۰   | کره شمالی                  | ۳۵٫۰                                  | ۱۷                                        | ۱۹۷۳                                    |
| ۴۱   | جمهوری آذربایجان           | ۳۴٫۶                                  | ۲۳                                        | ۱۹۶۷                                    |
| ۴۲   | جمهوری ایرلند              | ۳۳٫۰                                  | ۳۰                                        | ۱۹۸۴                                    |
| ۴۳   | مجارستان                   | ۳۱٫۷                                  | ۴۰                                        | ۱۸۹۶                                    |
| ۴۴   | بلاروس                     | ۳۰٫۳                                  | ۲۵                                        | ۱۹۸۴                                    |
| ۴۵   | گرجستان                    | ۲۶٫۴                                  | ۲۲                                        | ۱۹۶۶                                    |
| ۴۶   | فنلاند                     | ۲۲٫۱                                  | ۱۷                                        | ۱۹۸۲                                    |
| ۴۷   | لهستان                     | ۲۳٫۱                                  | ۲۱                                        | ۱۹۹۵                                    |
| ۴۸   | بلغارستان                  | ۱۸                                    | ۱۴                                        | ۱۹۹۸                                    |
| ۴۹   | پورتوریکو                  | ۱۷٫۲                                  | ۱۶                                        | ۲۰۰۴                                    |
| ۵۰   | جمهوری دومینیکن            | ۱۴٫۵                                  | ۱۶                                        | ۲۰۰۹                                    |
| ۵۱   | ارمنستان                   | ۱۳٫۴                                  | ۱۰                                        | ۱۹۸۱                                    |
| ۵۲   | پرو                        | ۱۱٫۷                                  | ۷                                         | ۲۰۰۳                                    |
| ۵۳   | صربستان                    | ۸                                     | ۵                                         | ۲۰۱۰                                    |